# دونالد فوليلوف
دونالد فوليلوف (بالإنجليزية: Donald Fullilove)‏ مواليد 16 مايو 1958 في دالاس، هو ممثل أمريكي بدأ مسيرته الفنية سنة 1971.

## الأعمال
- العودة إلى المستقبل
- العودة إلى المستقبل 2
- مولان
- حصان من سيمارون
- فوق
- معسكر الروك 2: الحفل الختامي
- مغامرات سكوبي دو
- أميريكان داد!

## روابط خارجية
- دونالد فوليلوف على موقع IMDb (الإنجليزية)
- دونالد فوليلوف على موقع قاعدة بيانات الفيلم (الإنجليزية)